# Richard John Grecco
Richard John Grecco (Saint Catharines, Ontário, 4 de março de 1946) é um ministro canadense e bispo católico romano emérito de Charlottetown.
Grecco foi ordenado sacerdote em 2 de setembro de 1972.
O Papa João Paulo II o nomeou Bispo Auxiliar de Londres, Ontário e Bispo Titular de Uccula em 5 de dezembro de 1997. A consagração episcopal doou-lhe o antigo bispo de Santa Catarina, Thomas Benjamin Fulton, em 2 de fevereiro do ano seguinte; Co-consagradores foram John Aloysius O'Mara, bispo de Saint Catharines, e John Michael Sherlock, bispo de Londres. Como lema escolheu a Esperança no Senhor.
Em 27 de abril de 2002, foi nomeado bispo auxiliar da Arquidiocese de Toronto. Em 11 de julho de 2009 foi ordenado pelo Papa Bento XVI. Nomeado Bispo de Charlottetown com posse em 21 de setembro do mesmo ano.
O Papa Francisco aceitou sua renúncia em 4 de março de 2021, seu 75º aniversário.